# Nikola Dudášová
Nikola Dudášová (ur. 17 marca 1995 w Bańskiej Bystrzycy) – słowacka koszykarka, występująca na pozycji rzucającej, reprezentantka kraju.
28 sierpnia 2020 dołączyła do Ślęzy Wrocław. 10 lutego 2021 opuściła klub.

## Osiągnięcia
Stan na 11 lutego 2021, na podstawie, o ile nie zaznaczono inaczej.

### Drużynowe
- Mistrzyni Słowacji (2020)[4]
- Wicemistrzyni:
  - Słowacji (2015–2017)
  - Czech (2019)
- Brązowa medalistka mistrzostw Słowacji (2014, 2018)
- Zdobywczyni Pucharu Słowacji (2017, 2020[4])
- Finalistka Pucharu Słowacji (2014, 2016, 2018)
- Uczestniczka rozgrywek:
  - Euroligi (2017/2018)
  - Eurocup (2015–2018)

### Indywidualne
(* – nagrody przyznane przez portal eurobasket.com)
- MVP Pucharu Słowacji (2020)[4]
- Zaliczona do II składu ligi słowackiej (2020)*[4]
- Liderka w asystach ligi słowackiej (2020)[4]

### Reprezentacja
Seniorska
- Uczestniczka:
  - mistrzostw Europy (2017 – 8. miejsce)
  - kwalifikacji do Eurobasketu (2017)

Kadry młodzieżowe
- Wicemistrzyni Europy U–16 dywizji B (2010)
- Uczestniczka mistrzostw Europy:
  - U–20 (2014 – 8. miejsce, 2015 – 8. miejsce)
  - U–18 (2012 – 9. miejsce, 2013 – 14. miejsce)
  - U–16 (2011 – 11. miejsce)